# Ossówno
Ossówno – wieś w Polsce położona w województwie mazowieckim, w powiecie węgrowskim, w gminie Wierzbno. Ma status sołectwa.
Do 1954 r. wieś była siedzibą gminy Ossówno, następnie do 1959 – gromady Ossówno, po jej zniesieniu w gromadzie Wierzbno, następnie gminy Wierzbno. W latach 1975–1998 miejscowość administracyjnie należała do województwa siedleckiego.
Przez miejscowość przepływa niewielka rzeka Osownica, dopływ Liwca.
W 1530 roku właścicielem wsi był Jan Dobrzyniecki – podstoli zakroczymski. Część jego potomków od nazwy wsi przybrała nazwę Ossowińskich i posiadała w niej swoją siedzibę, po której pozostały fragmenty fos.
Wierni Kościoła rzymskokatolickiego należą do parafii św. Stanisława Biskupa Męczennika w Czerwonce Liwskiej.